# La bella Jardinera
La Bella Jardinera (en italiano, La bella Giardiniera) es un cuadro obra del pintor italiano Rafael Sanzio. Está realizado al óleo sobre tabla, en el año 1507 y se conserva actualmente en el Museo del Louvre de París, con el título de La Vierge à l'Enfant avec le petit saint Jean-Baptiste, llamada La Belle Jardinière.
Es de temática religiosa.

## Historia
Se ignora quién fue exactamente el comitente del cuadro, aunque se considera que fue encargada por el patricio sienés Filippo Sergardi. 
Tampoco se sabe cuándo llegó a las colecciones reales francesas, donde se encuentra al menos con posterioridad a Luis XIV. Según la tradición, fue adquirida por Francisco I de Francia, pero no hay prueba de ello.

## Análisis de la obra
Esta pintura de La Virgen y el Niño con el pequeño san Juan Bautista, llamado La bella jardinera es un óleo sobre madera representando a la Virgen María con Jesús niño y un joven Juan el Bautista. 
La obra está firmada en la orla del manto de la Virgen: "RAPHAELLO URB." y datada "MDVII".
El título "Bella Jardinera" se debe a la florida belleza de la Virgen y al ambiente campestre que la rodea.
 La Virgen representa la belleza femenina, con su óvalo puro típicamente florentino y el refinamiento y simplicidad del peinado. Las figuras se integran en el paisaje de manera ideal.
La Virgen está sentada sobre un peñasco, mirando hacia el niño, que le devuelve la mirada, mientras que delante de él se encuentra Juan, que parece apoyarse en su bastón crucífero. Las miradas que cruzan entre sí los personajes transmiten emoción silenciosa. Los halos, tan destacados en la pintura precedente (gótica y quattrocentista) han quedado reducidos a una suave línea dorada, casi imperceptible.
En este cuadro se sintetizan las distintas influencias que recibió Rafael: Perugino, Leonardo y Miguel Ángel. La Virgen con el Niño y san Juan forman una composición dinámica y piramidal, esquema que aporta equilibrio y serenidad a la escena. el grupo se sitúa en el primer plano de un paisaje luminoso y abierto. Al fondo, a la derecha, se ve el perfil de una ciudad con edificios góticos. Las plantas y los arbustos son representados con rigor científico. Entre ellas se ven violetas, símbolo de la humildad de la Virgen, y aguileñas, símbolos de la Pasión de Cristo. La dulce mirada de la Virgen hacia Jesús y el arbusto frágil son de inspiración peruginesca. Las transparencias azuladas del paisaje lejano (perspectiva atmosférica o aérea), así como el modelado suave de los niños, a través del efecto de luces y sombras (claroscuro) derivan de Leonardo da Vinci. De Miguel Ángel toma el vigor plástico y la firmeza monumental de las figuras, así como el contrapposto del Niño Jesús.

Esta es una de las representaciones de la Virgen María realizadas por Rafael mientras se encontraba en Florencia. Para realizarla, hizo numerosos esbozos y un cartón, que se conservaba en la colección del palacio Holkham Hall en Norfolk (Reino Unido) hasta 1986, cuando fue vendido a la National Gallery de Washington. Otras representaciones de la época con la misma atmósfera bucólica son la Virgen del prado (1506), hoy en el Kunsthistorisches de Viena, y la Virgen del jilguero, (h. 1507), Galería Uffizi, Florencia. Todas ellas las pintó al final de su estancia en Florencia, y en ellas se representa a la Virgen con los dos niños, en primer plano de un paisaje y con símbolos que prefiguran la Pasión de Cristo. 

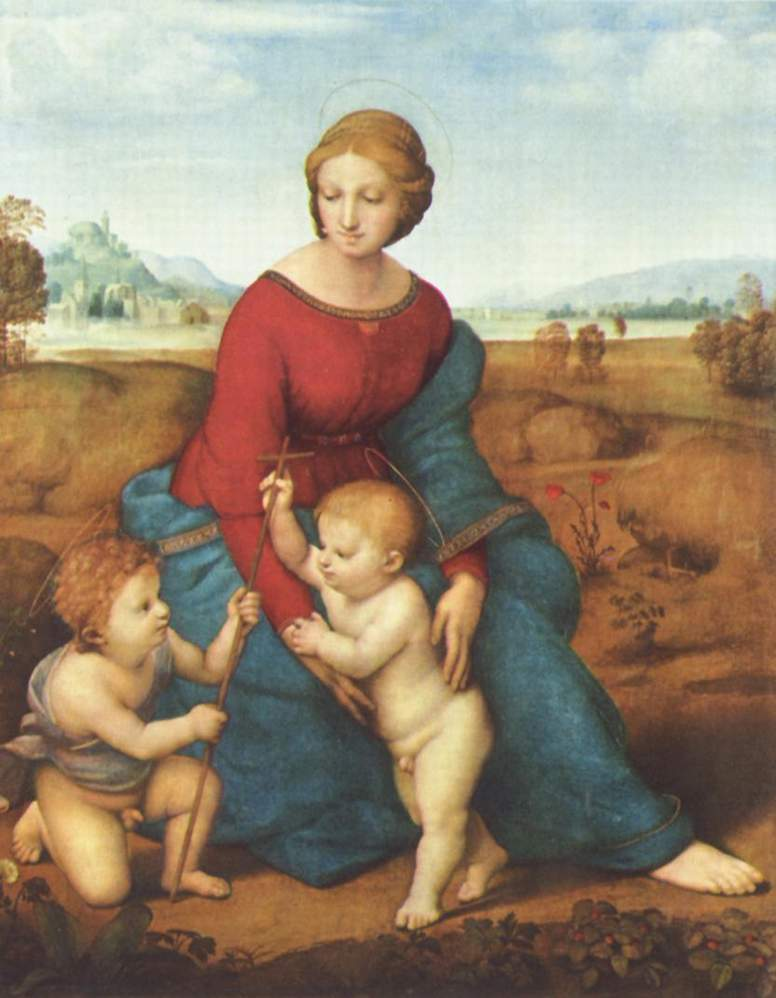
Virgen del prado, 1506, Kunsthistorisches, Viena
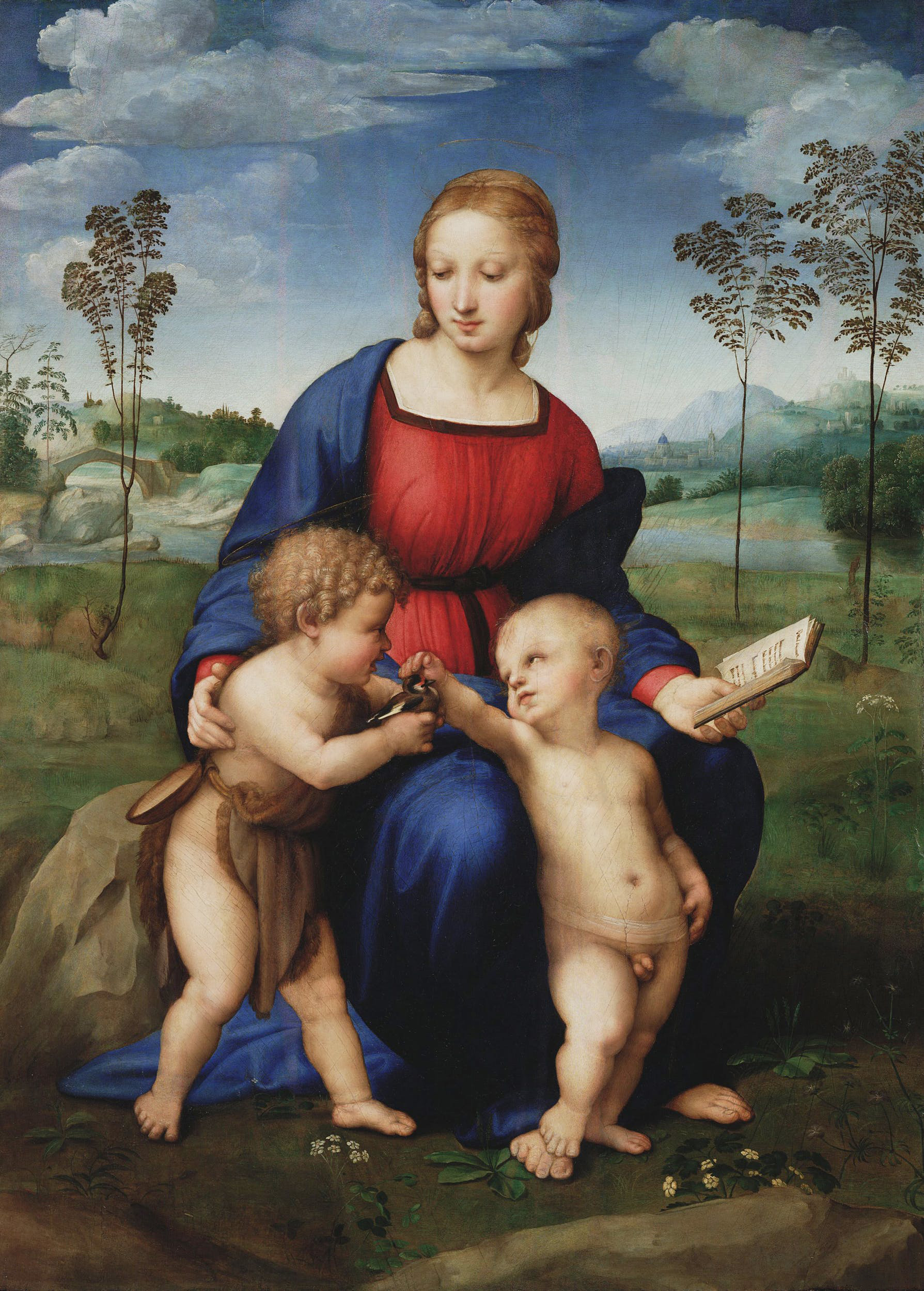
Virgen del jilguero, 1507, Galería de los Uffizi, Florencia